# Морело (Торино)
Морело је насеље у Италији у округу Торино, региону Пијемонт.
Према процени из 2011. у насељу је живело 57 становника. Насеље се налази на надморској висини од 238 м.